# Denisa Šcipová
Denisa Šcipová (ur. 19 września 1977) – słowacka lekkoatletka, tyczkarka.
Halowa mistrzyni kraju z wynikiem 3,20 m (1997).